# El Ritschi
El Ritschi (auch Elritschi; * 1969 in Engelberg; eigentlich Richard Blatter) ist ein Schweizer Singer-Songwriter.

## Leben
Richard Blatter absolvierte eine Ausbildung zum Betriebsökonom, HWV Horw. Er arbeitete als Leiter Marketing Services bei publisuisse und Marketing-Leiter bei Radio 3fach. Er war Key Account Manager TV & Radio bei der Mediapulse AG und ist seit August 2005 stellvertretender Geschäftsleiter der Publica Data AG, wo er für die Erhebung der Schweizer Einschaltquoten verantwortlich ist.

## Musik
El Ritschi tritt zumeist ohne Mikrofon und nur in Begleitung seiner Gitarre auf. Er ist auch Sänger und Gitarrist der Rock-’n’-Roll-Band Jolly and the Flytrap, die er 1986 mitbegründet hat. Er ist Autor der Apropos-Kolumne von Radio SRF 1.

## Diskografie
Alben
- 2002: Elritschi
- 2012: Liädli
- 2015: Ä Hüttä us Schtai, zusammen mit dem Echo vom Spannort

Kompilationen
- 2012: Gschpangscht vom Gruanawald auf der CD Ohrewürm 4